# Marja Nutti
Marja Nutti (Italia) fue una gimnasta artística yugoslava, subcampeona mundial en 1950 en la prueba de la viga de equilibrio.

## Carrera deportiva
Su mayor triunfo fue conseguir la plata en el Mundial de Basilea 1950 en la competición de la viga de equilibrio, quedando situada en el podio tras la polaca Helena Rakoczy y por delante de su compatriota la italiana Licia Macchini.